# Drepanellidae
De Drepanellidae zijn een familie van uitgestorven kreeftachtigen uit de klasse van de Ostracoda (mosselkreeftjes).

## Geslacht
- Drepanella Ulrich, 1894 †